# Tofslan och Vifslan
Tofslan och Vifslan är två oskiljaktiga litterära figurer i Tove Janssons romaner om Mumintrollen som introducerades i boken Trollkarlens hatt.
Tillsammans har Tofslan och Vifslan utvecklat ett eget språk, som låter "ungefärsla så härsla om ni förstårsla". De dyker upp redan 1948 i Trollkarlens hatt där de har med sig en kappsäck som visar sig innehålla den mycket vackra kungsrubinen. De "hittar" också Muminmammans handväska när den har kommit bort, och lämnar motvilligt tillbaka den. I Boel Westins biografi över Tove Jansson kommer det fram att Tofslan och Vifslan var smeknamn för Tove Jansson själv, och kärleken Vivica Bandler.